# Birdy (Birdy-Album)
Birdy ist das Debütalbum der gleichnamigen britischen Sängerin Birdy, das im November 2011 erschien.

## Entstehung und Veröffentlichung
Die Erstveröffentlichung von Birdy erfolgte am 4. November 2011 bei den Musiklabels 14th Floor Records und Atlantic Records. Das Album erschien in seiner Originalausführung als CD (Katalognummer: 505249859582) und Download (Katalognummer: 82564663440) mit elf Titeln. Am 27. April 2012 erschien das Album erstmals als LP-Ausführung (Katalognummer: 2564660687). Im November 2012 erschien eine Deluxeversion mit Bonus-DVD (Katalognummer: 2564654178).
Bei Birdy handelt es sich um ein Coveralbum, lediglich bei dem von der Interpretin selbst geschriebenen Titel Without a Word handelt es sich um die einzige Neukomposition.

## Titelliste
| #                          | Titel/Original-Künstler                                    | Autoren                                                                                 | Produzent                                                         | Länge |
| -------------------------- | ---------------------------------------------------------- | --------------------------------------------------------------------------------------- | ----------------------------------------------------------------- | ----- |
| 1                          | 1901 (von Phoenix)                                         | Thomas Pablo Croquet, Christian Mazzalai, Laurent Mazzalai, Frederic Jean Joseph Moulin | Rich Costey                                                       | 5:11  |
| 2                          | Skinny Love (von Bon Iver)                                 | Justin Vernon                                                                           | Alex H. N. Gilbert                                                | 3:23  |
| 3                          | People Help the People (von Cherry Ghost)                  | Simon John Aldred                                                                       | James Ford                                                        | 4:16  |
| 4                          | White Winter Hymnal (von Fleet Foxes)                      | Robin Noel Peckold                                                                      | James Ford                                                        | 2:17  |
| 5                          | The District Sleeps Alone Tonight (von The Postal Service) | Jimmy Tamborello, Ben Gibbard                                                           | Jim Abbiss                                                        | 4:44  |
| 6                          | I’ll Never Forget You (von Francis and the Lights)         | Francis Farewell Starlite                                                               | Jim Abbiss                                                        | 3:47  |
| 7                          | Young Blood (von The Naked and Famous)                     | Alisa Xayalith, Thomas Brading Powers, Aaron Phillip Short                              | Rich Costey                                                       | 4:04  |
| 8                          | Shelter (von The xx)                                       | Oliver David Sim, Romy Anna Madley Croft, Baria Qureshi, James Thomas Smith             | Jim Abbiss, Paul „P-Dub“ Walton (add.), Alex H. N. Gilbert (add.) | 3:44  |
| 9                          | Fire and Rain (von James Taylor)                           | James Taylor                                                                            | James Ford                                                        | 3:07  |
| 10                         | Without a Word                                             | Birdy (Jasmin Van den Borgaerde)                                                        | Rich Costey                                                       | 4:46  |
| 11                         | Terrible Love (von The National)                           | Matthew Donald Berninger, Aaron Brooking Dessner                                        | Rich Costey                                                       | 4:43  |
| Gesamtlänge:               | Gesamtlänge:                                               | Gesamtlänge:                                                                            | Gesamtlänge:                                                      | 44:02 |
| Deluxe Edition             |                                                            |                                                                                         |                                                                   |       |
| Nr.                        | Titel/Original-Künstler                                    | Komponisten/Texter                                                                      | Produzent                                                         | Länge |
| 12                         | Comforting Sounds (von Mew)                                | Jonas Bjerre, Johan Wohlert, Bo Madsen, Silas Jørgensen                                 | Rich Costey                                                       | 8:57  |
| 13                         | Farewell and Goodnight (by The Smashing Pumpkins)          | James Iha                                                                               | Jim Abbiss                                                        | 2:02  |
| 14                         | People Help the People (RAK Studios Session)               | Simon John Aldred                                                                       | Simon John Aldred                                                 | 4:17  |
| Gesamtlänge:               | Gesamtlänge:                                               | Gesamtlänge:                                                                            | Gesamtlänge:                                                      | 59:18 |
| Australische Sonderedition |                                                            |                                                                                         |                                                                   |       |
| Nr.                        | Titel/Original-Künstler                                    | Komponisten/Texter                                                                      | Produzent                                                         | Länge |
| 12                         | Just A Game                                                | Birdy (Jasmin Van den Bogaerde)                                                         | T Bone Burnett                                                    | 3:51  |
| 13                         | What You Want (von The John Butler Trio)                   | John Butler                                                                             | Jim Abbiss                                                        | 4:12  |
| Gesamtlänge:               | Gesamtlänge:                                               | Gesamtlänge:                                                                            | Gesamtlänge:                                                      | 52:05 |

## Mitwirkende
- Gesang: Birdy
- Piano: Birdy (2, 3, 4, 8, 9, 10, 11)
- Piano, Keyboards, Synthesizer: Jamie Muhoberac (1, 5, 7, 10, 11)
- Piano: Neil Cowley (5,6)
- Orgel: Neil Cowley (6)
- Synthesizer: Alessandro Cortini (1,11)
- Synthesizer, Geräusche: Rich Costey (10)
- Gitarre: Kirk Hellie (1, 7, 11)
- Gitarre: James Ellis Ford (3,9)
- Gitarre: Leo Abrahams (5, 8)
- Cello: Ian Burdge (3)
- Cello: Lucy Shaw (6)
- Streicherarrangement: Audrey Riley (11)
- Bass: Alex MacNaghten (3, 4, 9)
- Bass: Wally Gagel (11)
- Kontrabass: Stephen Webster Mair (6)
- Schlagzeug, Perkussion: Matt Chamberlain (1, 7, 11)
- Schlagzeug, Perkussion: James Ellis Ford (3, 4, 9)

## Singleauskopplungen
Skinny Love wurde am 30. Januar 2011 als erste Single des Albums veröffentlicht. Es ist ein Cover eines Songs der Indie-Folk-Band Bon Iver. Das Cover erreichte Platz 17 der britischen Singlecharts und Platz 73 in den deutschen Charts.
Shelter wurde als die zweite Single am 3. Juni 2011 veröffentlicht. Es ist ein Cover des Liedes der Indie-Pop-Band The xx und erreichte in Großbritannien Platz 50.
People Help the People als dritte Single ist ein Cover der Indie-Rock-Band Cherry Ghost und wurde am 28. Oktober 2011 veröffentlicht. Während sie in Großbritannien nur Platz 33 in den Chart belegte, war People Help The People die erfolgreichste Single in Deutschland und erreichte Platz 3.
1901 wurde am 9. März 2012 im Vereinigten Königreich als vierte Album-Single veröffentlicht. Es ist ein Cover der französischen Indie-Rock-Band Phoenix.
Singles in den Charts

| Jahr | Titel                  | Höchstplatzierung, Gesamtwochen, AuszeichnungChartplatzierungen (Jahr, Titel, , Platzierungen, Wochen, Auszeichnungen, Anmerkungen) | Höchstplatzierung, Gesamtwochen, AuszeichnungChartplatzierungen (Jahr, Titel, , Platzierungen, Wochen, Auszeichnungen, Anmerkungen) | Höchstplatzierung, Gesamtwochen, AuszeichnungChartplatzierungen (Jahr, Titel, , Platzierungen, Wochen, Auszeichnungen, Anmerkungen) | Höchstplatzierung, Gesamtwochen, AuszeichnungChartplatzierungen (Jahr, Titel, , Platzierungen, Wochen, Auszeichnungen, Anmerkungen) | Höchstplatzierung, Gesamtwochen, AuszeichnungChartplatzierungen (Jahr, Titel, , Platzierungen, Wochen, Auszeichnungen, Anmerkungen) | Anmerkungen                            |
| Jahr | Titel                  | DE | AT | CH | UK | US | Anmerkungen                            |
| ---- | ---------------------- | --- | --- | --- | --- | --- | -------------------------------------- |
| 2011 | Skinny Love            | DE73 ×3Dreifachgold · (6 Wo.)DE | AT15 ×2Doppelplatin · (29 Wo.)AT | CH19 Platin · (47 Wo.)CH | UK17 ×3Dreifachplatin · (65 Wo.)UK                                                                                                  | US— PlatinUS | Erstveröffentlichung: 30. Januar 2011  |
| 2011 | Shelter                | — | — | — | UK50 (4 Wo.)UK | — | Erstveröffentlichung: 3. Juni 2011     |
| 2011 | People Help the People | DE3 Platin · (33 Wo.)DE | AT7 Platin · (21 Wo.)AT | CH2 ×2Doppelplatin · (40 Wo.)CH | UK33 Gold · (10 Wo.)UK | — | Erstveröffentlichung: 28. Oktober 2011 |

## Rezensionen
Für den britischen Guardian ist es eine besonders clevere Strategie, dass Birdy ein ganzes Album mit Indie-Covern herausbrachte. Es habe sich eine Million Mal verkauft, auch wenn die Sängerin noch nicht zu einer eigenen Stimme gefunden habe. Die Zeitung gab 3 von 5 Sternen.
Für den Rolling Stone, der nur zwei von fünf Sternen vergab, enthält das Album „die langweiligste Musik, die ein Teenager je eingespielt hat.“ Allmusic bewertete das Album aufgrund seiner unwiderstehlichen, geschmackvollen Produktion mit 3½ von fünf Sternen.

## Kommerzieller Erfolg

### Chartplatzierungen
| ChartsChartplatzierungen       | Höchstplatzierung | Wochen |
| ------------------------------ | ----------------- | ------ |
| Deutschland (GfK)              | 14 (35 Wo.)       | 35     |
| Österreich (Ö3)                | 14 (23 Wo.)       | 23     |
| Schweiz (IFPI)                 | 3 (84 Wo.)        | 84     |
| Vereinigte Staaten (Billboard) | 62 (1 Wo.)        | 1      |
| Vereinigtes Königreich (OCC)   | 13 (27 Wo.)       | 27     |

| ChartsJahrescharts (2012) | Platzierung |
| ------------------------- | ----------- |
| Schweiz (IFPI)            | 70          |

### Auszeichnungen für Musikverkäufe
| Land/Region                  | Auszeichnungen für Musikverkäufe (Land/Region, Auszeichnung, Verkäufe) | Verkäufe  |
| ---------------------------- | ---------------------------------------------------------------------- | --------- |
| Australien (ARIA)            | 2× Platin                                                              | 140.000   |
| Belgien (BRMA)               | Platin                                                                 | (30.000)  |
| Dänemark (IFPI)              | Platin                                                                 | (20.000)  |
| Deutschland (BVMI)           | Platin                                                                 | (200.000) |
| Europa (IFPI)                | Platin                                                                 | 1.000.000 |
| Frankreich (SNEP)            | 3× Platin                                                              | (300.000) |
| Neuseeland (RMNZ)            | Platin                                                                 | 15.000    |
| Niederlande (NVPI)           | Platin                                                                 | (20.000)  |
| Österreich (IFPI)            | Gold                                                                   | (10.000)  |
| Polen (ZPAV)                 | Gold                                                                   | (10.000)  |
| Schweiz (IFPI)               | Platin                                                                 | (30.000)  |
| Vereinigtes Königreich (BPI) | Gold                                                                   | (100.000) |
| Insgesamt                    | 3× Gold · 12× Platin ·                                                 | 1.155.000 |